# Olive (頻道)
Olive（韓語：올리브），前稱OnStyle（： On Seutail */?），是韓國一個有線電視台，由CJ集團屬下的CJ E&M所擁有。該頻道所製作的節目多以時尚、服裝、化妝為主調，以20至30歲女性為主要目標觀眾，亦常製作明星的個人實境節目。

## 歷史

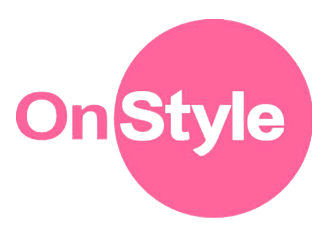
2004年至2016年
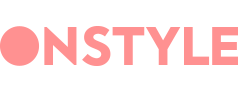
2016年至2017年
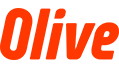
2021年至2022年

### On-Media
On-Media旗下的「OnStyle」於2004年2月2日晚間9點開播，頻道以25至35歲女性為受眾，播映電視劇、料理、演藝情報等節目，並購入《慾望城市》、《高校教師》等外國節目，同時也自製真人實境節目。張真英為頻道開播時期的模特兒。

### CJ集團收購On-Media
2009年12月，CJ O Shopping買下好麗友的股份，收購了On-Media，OnStyle成了競爭頻道Olive的姊妹台。
2017年7月，OnStyle進行改版，以20至34歲女性為受眾，擴大節目主題面向。
2021年5月1日起，Olive更名為「tvN Story」，而OnStyle則更名為「Olive」（올리브）。2022年4月25日，TVING宣告自5月20日起，tvN Sport將取代Olive，頻道正式走入歷史。

## 綜藝節目 (節錄)
- 《韓國版》（2009年2月7日－2015年5月18日）
  - 南韓首個直接移植自國外的真人實境秀[7]，共播出5季。
- 《挑戰！韓國超模》（韓語：도전! 수퍼모델 코리아，2010年9月18日－2014年10月31日）
  - 美國模特兒真人實境秀的韓國版本，共播出5季。
- 《Get it Beauty》（2011年2月7日至今）
  - 每集邀請不同來賓，並介紹時下化妝、護膚、服飾的流行趨勢，與觀眾進行現場交流的美妝節目。另外還有針對男性觀眾的版本《Get it Beauty HOMME》。
- 《Jessica & Krystal》（2014年6月3日－2014年8月5日）
  - 由少女時代成員Jessica[註 1]和f(x)成員Krystal姐妹共同演出的實境節目，展現二人日常生活中的真實面貌。
- 《The TaeTiSeo》（2014年8月26日－2014年10月21日）
  - 由少女時代子團體TaeTiSeo成員太妍、Tiffany和徐玄演出的實境節目，介紹三人的吃、穿、玩等所有一切，公開她們日常會做甚麼、見面時會談論的話題、會去甚麼地方等。
- 《孝淵的百萬LIKE》（2015年6月11日－2015年8月14日）
  - 少女時代成員孝淵首次單獨主持與出演的電視節目，以孝淵個人的SNS帳號分享時尚、美容和生活方式等資訊為主軸，同時挑戰獲得百萬粉絲按讚（like）。
- 《Channel 少女時代》（2015年7月21日－2015年9月8日）
  - 由少女時代全體成員演出，每位成員以最適合自己的設定或希望嘗試的領域來製作屬於各自的環節，展現每人不同且有別於舞台形象的魅力和生活方式。
- 《日常的Taeng9Cam》（韓語：일상의탱구캠，2015年10月24日－2015年11月21日）
  - 少女時代成員太妍首個單獨演出的真人實境節目，將記錄太妍的日常生活，展現她與舞台面貌完全不同的「宅女」形象。
- 《Channel AOA》（2016年3月22日－2016年5月17日）
  - 由AOA全體成員[註 2]出演，將展示成員們各自不同的個性和魅力，同時也將會展現她們真實的日常生活。
- 《My Bodyguard》（2016年4月28日－2016年6月30日）
  - 以「共同追求健康與快樂」為目標，主持人與嘉賓通過完成各種任務來發掘適合自己的健身方式。另外亦安排教練帶領百位嘉賓挑戰12周內共減重1,000公斤的塑身計劃。
- 《Laundry Day》（2016年10月22日－2017年1月7日）
  - 每集會邀請「大勢」來賓，透過嘉賓帶來要洗的衣服來了解最新潮流資訊、服裝取向品味，以及穿搭小技巧等，並由此衍生出來的音樂、藝術等多方位談話性綜藝節目。
- 《Lipstick Prince》（2016年12月1日至今）
  - 男性美妝節目，打破「只有女性會化妝」的偏見，每期節目都將邀請不同的女性嘉賓（「公主」），由八位男主持人（「王子」）根據不同主題為公主化妝，公主將從中挑選一位俘獲自己芳心的王子。
- 《孝淵的千萬LIKE》（2016年12月19日－2017年2月15日）
  - 孝淵的百萬LIKE的後續節目，講述充滿興致和好奇的孝淵的日常生活，將公開舞蹈、美容、時尚等生活方式，展現孝淵平凡中又充滿魅力的一面。
- 《一個人生活如何》（2017年2月8日－2017年3月8日）
  - 少女時代成員徐玄首個單獨主持與演出的真人實境節目，記錄徐玄首次離開父母跟成員，在自己的房子獨居、獨自做任何事情的獨立生活故事。

- 《宋智孝的Beautiful Life》（2018年4月10日-2018年6月28日）
  - 由宋智孝、具在伊、權赫秀、妍雨（MOMOLAND）等人共同主持，將親自到戶外或是造訪賣場執行各種任務，為觀眾帶來更多共鳴與樂趣。

## 劇集
- 《我們分手了》（網絡播放：2015年6月29日－2015年7月17日；電視播放：2015年7月3日）
- 《因為是第一次》（2015年10月7日－2015年11月25日）
- 《美妝學概論》（2016年4月8日－2016年5月20日）
- 《Ruby Ruby Love》（網絡播放：2017年1月18日－2017年1月26日；電視播放：2017年1月27日）
- 《Love is...》（2017年3月14－18日）

## 資料來源
1. ↑  조경복. . 東亞日報. 2004-01-07  [2023-09-06]. （原始内容存档于2023-09-06）.
2. ↑  김수진. . Star News. 2009-09-04  [2023-09-06]. （原始内容存档于2023-09-06）.
3. ↑  임미나. . 韓國聯合通訊社. 2009-12-24  [2023-09-06]. （原始内容存档于2023-09-06） –NAVER.
4. ↑  김예은. . Newsen. 2017-07-31  [2023-09-06]. （原始内容存档于2023-09-06）.
5. ↑  고재완. . 朝鮮體育報. 2021-04-19  [2023-09-06]. （原始内容存档于2023-09-06）.
6. ↑  한순천. . 首爾經濟. 2022-04-26  [2023-09-06]. （原始内容存档于2023-09-06）.
7. ↑  .   [2017-05-09]. （原始内容存档于2016-03-03）.

## 外部鏈結
- 官方网站